# 齋藤裕喜
齋藤 裕喜（さいとう ゆうき、1979年9月4日 - ）は、日本の政治家。立憲民主党所属の衆議院議員（1期）。

## 来歴
福島県いわき市小島町出身。福島県立磐城高等学校、いわき明星大学（現・医療創生大学）人文学部英米文学科卒業。
株式会社青木会計から同グループの株式会社船井財産コンサルタンツ福島を経て、泉健太衆議院議員公設第一秘書を務めた。2017年に蓄電池製造などを手掛ける株式会社福島環境研究開発を創業。この他、医療法人理事、富岡町商工会青年部長を務める。
2024年9月17日に立憲民主党から次期衆院選の福島4区での公認内定を受けた。同年10月27日執行の第50回衆議院議員総選挙では、福島4区で自由民主党新人の坂本竜太郎に敗れたが、重複立候補していた比例東北ブロックで惜敗率が91.7％と3番目に高かったため、立憲民主党が確保した4議席（うち1人は比例単独1位）から復活当選を果たした。

## 選挙歴
| 当落 | 選挙                   | 執行日         | 選挙区      | 政党       | 得票数    | 得票率 | 定数 | 得票順位 /候補者数 | 政党内比例順位 /政党当選者数 |
| ---- | ---------------------- | -------------- | ----------- | ---------- | --------- | ------ | ---- | ------------------ | ---------------------------- |
| 比当 | 第50回衆議院議員総選挙 | 2024年10月27日 | 福島県第4区 | 立憲民主党 | 7万8708票 | 42.70% | 1    | 2/3                | 4/4                          |